# Lukas Waagen
Lukas Waagen (* 27. April 1877 in Wien; † 4. August 1959 ebenda) war ein österreichischer Geologe.

## Leben
Lukas Waagen war der mittlere von drei Söhnen des Paläontologen Wilhelm Heinrich Waagen und dessen Gattin Sophie Freiin von Großschedel, Nichte des bayerischen Generalmajors Christian von Großschedel. Sophie von Großschedels Mutter war die Tochter des geadelten jüdischen Konvertiten Eduard von Weling (zuvor Eduard Seligmann) und die Enkelin des bayerischen Hoffaktors Aron Elias von Eichthal (zuvor Aron Elias Seligmann).
Waagen widmete sich nach abgelegter Matura ab 1897 einem Studium der Geologie bei Eduard Suess und Viktor Uhlig an der Universität Wien, das er 1901 mit dem Erwerb des akademischen Grades eines Dr. phil. abschloss. Nach einer einjährigen Assistententätigkeit an der Lehrkanzel für Geologie an der Universität Wien, trat Waagen 1901 in die k. k. Geologische Reichsanstalt ein. Waagen, 1907 als Mitglied in die Geologische Gesellschaft in Wien aufgenommen, 1921 zum Oberbergrat ernannt, wurde 1937 als Hofrat in den Ruhestand verabschiedet. 1910 und 1926 wurde Waagen vom internationalen Geologenkongress zum Präsidenten der Kommission zur Herausgabe des Internationalen Stratigraphischen Lexikons ernannt. 1926 war Waagen Mitbegründer der Internationalen Erdöl-Union, einer Gesellschaft für die Wissenschaft und Praxis zur Gewinnung und Erschließung von Erdöl, der er als Präsident bis 1938 vorstand.
Waagen führte Kartierungen in Istrien und Dalmatien sowie der Steiermark durch. Sein wissenschaftliches Werk umfasst geologische Spezialkarten, geologisch-topographische Arbeiten, paläontologische Themen der praktischen Geologie und Bergwirtschaft.
Sein in Kalkutta geborener Bruder Wilhelm Waagen (1875–1960) wurde als Pater Hildebrand Benediktiner in der Abtei Seckau und wirkte u. a. als Seelsorger der Gemeinde Traboch.

## Schriften
- Brachiopoden aus den Pachycardientuffen der Seiser Alpe. Jahrbuch der kaiserlich-königlichen geologischen Reichsanstalt Band LIII, 1903, Heft 3, S. 443–452, Verlag der k. k. Geologischen Reichsanstalt, in Comission bei R. Lechner (W. Müller), Wien 1904
- Die Lamellibranchiaten der Pachycardientuffe der Seiser Alm nebst vergleichenden paläontologischen und phylogenetischen Studien, als Fortsetzung II. Teil zu A. BITTNER, Lamellibranchiaten der alpinen Trias. Abhandlungen der kaiserlich-königlichen geologischen Reichsanstalt Band XVIII Heft 2, 10 Taf., 180 S., Verlag der k. k. Geologischen Reichsanstalt, in Kommission bei R. Lechner (W. Müller), Wien 1907 (zobodat.at [PDF; 19,5 MB]).
- Die Entwicklungslehre und die Tatsachen der Paläontologie, Verlag der Zeitschrift „Natur und Kultur“, 1909.
- Unsere Erde: der Werdegang des Erdballs und seiner Lebewelt, seine Beschaffenheit und seine Hüllen, Allgemeine Verlags-Gesellschaft, 1914
- Bergbau und Bergwirtschaft der österreichisch-ungarischen Monarchie, Hölzel, 1919
- Der geologische Bau des Gebirges zwischen Frohnleiten, Übelbach und Deutsch-Freistritz, Steiermark, Hölder-Pichler-Tempsky, A.G., 1930
- Geologischer Bau des Eichkogels bei Rein unweit von Graz, Hölder-Pichler-Tempsky A. G., 1930 (zobodat.at [PDF; 1,7 MB]).